# 津厦高速动车组列车
津厦高速动车组列车是中国铁路运行于直辖市天津市天津西站及福建省厦门市厦门北站的高速动车组列车，途经天津市、河北省、山东省、江苏省、安徽省、江西省、福建省一市六省，客运里程1952公里，列车客运乘务由北京局集团天津客运段津福高铁车队担当。其中天津西站至厦门北站运行10小时40分，使用车次为G329次，厦门北站至天津西站运行10小时33分，使用车次为G330次。

## 历史
2021年6月25日，全国实施新一轮列车调图。原天津西~福州G329/330次列车经由杭深铁路延长至厦门北站始发终到。
2023年10月11日，配合甬广高铁福州南至北溪头线路所段开通，本对列车在福州站至厦门北站间改经福平铁路、甬广高铁运行。

## 使用列车
本对列车使用配属于北京局集团曹庄动车运用所的CRH380BL。